# Урожайное (Бобровицкий район)
Урожа́йное (укр. Урожайне) – село, расположенное на территории Бобровицкого района Черниговской области (Украина).
Население составляет 12 жителей (2006 год). Плотность населения — 92,31 чел/кв.км.
Впервые упоминается в 1924 году.
Село Урожайное находится примерно в 8 км к востоку от центра города Бобровица. Средняя высота населённого пункта — 131 м над уровнем моря. Село находится в зоне умеренного умеренно континентального климата.